# Sendenhorst
Sendenhorst – miasto w Niemczech, w kraju związkowym Nadrenia Północna-Westfalia, w rejencji Münster, w powiecie Warendorf. W 2010 liczyło 13 236 mieszkańców.

## Współpraca
Miejscowość partnerska:
- Kirchberg, Saksonia